# Pinguicula moctezumae
Pinguicula moctezumae ist eine fleischfressende Pflanze aus der Gattung der Fettkräuter (Pinguicula) in der Sektion Orcheosanthus.

## Beschreibung
Pinguicula moctezumae bildet eine Blattrosette aus. Die mehrjährige, krautige Pflanze kann eine Winterrosette ausbilden, tut es aber selten, da sie nur eine kurze bzw. keine Winterruhe hält, Auslöser der Winterruhe scheint eine etwas trockener werdende Umgebung zu sein. Die karnivoren „Sommer“-Blätter bilden eine Blattrosette mit bis zu 15 Blättern aus. Die lanzettförmigen Blätter werden bis zu 10 cm lang und 1 cm breit.
Die dunkelrosa-farbene Blüte ist etwa 30 bis 35 mm im Durchmesser und besitzt sektionstypisch einen langen Blütensporn.
Die Samen werden reif in etwa einem Monat und haben eine längliche Form. Aufgrund der geringen Größe von 1 mm passen in die kugelförmige (etwa 5 mm große) Kapselfrucht weit über 100 Samen, die nach aufspringen der Samenkapsel verstreut werden. 

## Verbreitung
Zu finden ist Pinguicula moctezumae – wie der Name sagt – im Canyon des Río Moctezuma, der die Grenzen der mexikanischen Bundesstaaten Hidalgo und Querétaro bildet. Sie wächst auf feuchtnassen Kalksteinfelsen in einer Höhenlage von 900 bis 1100 m NN.

## Hybriden
Im Juli 1998 führte Jan Flísek eine Kreuzbestäubung zwischen Pinguicula agnata und Pinguicula moctezumae durch. Aus der Konstellation Pinguicula moctezumae als Vater und Pingucula agnata entstand die Kulturhybride Pinguicula 'Aphrodite'.